# 가미쿠사노촌
가미쿠사노촌(上草野村)은 일본 시가현 히가시아자이군에 설치되었던 촌이다. 현재의 나가하마시의 남동부에 해당한다.